# آروسیاک جولهاکیان
آروسیاک توماسی جولهاکیان (ارمنی: Արուսյակ Թովմասի Ջուլհակյան؛ زادهٔ ۲۱ ژانویهٔ ۱۹۸۳) یک سیاستمدار اهل ارمنستان است که از تاریخ ۲۰۱۹ تا کنون سمت نمایندگی دوره‌های هفتم و هشتم مجلس ملی جمهوری ارمنستان را برعهده دارد.

## زندگی‌نامه
در  ۲۱ ژانویهٔ ۱۹۸۳ در ایروان به دنیا آمد و از دانشگاه پلی‌تکنیک ارمنستان فارغ‌التحصیل شد. 